# Nużewo (gmina)
Nużewo (od 1973 Ciechanów) – dawna gmina wiejska istniejąca do 1954 roku w woj. warszawskim. Nazwa gminy pochodzi od wsi Nużewo, lecz siedzibą władz gminy był najpierw Ostatni Grosz, a po włączeniu 1 grudnia 1916 r. do miasta Ciechanowa to miasto, które stanowiło odrębną gminę miejską.
W okresie międzywojennym gmina Nużewo należała do powiatu ciechanowskiego w woj. warszawskim. Po wojnie gmina zachowała przynależność administracyjną. Według stanu z 1 lipca 1952 roku gmina składała się z 33 gromad: Baraki-Chotum, Bielin, Chotum, Chruszczewo, Gąski, Gołoty, Gorysze, Gostkowo, Gumowo, Kargoszyn, Kargoszynek, Kownaty Zendowe, Krubin, Niechodzin, Niestum, Nowa Wieś, Nużewko, Nużewo, Pęchcin, Ropele, Rydzewo, Rykaczewo, Rutki-Begny, Rutki-Borki, Rutki-Głowice, Rutki-Marszewice, Szczurzynek, Śmiecin Kolonia, Śmiecin Nowy, Śmiecin Stary, Ujazdowo, Ujazdówek i Wólka Rydzewska.
Gminę zniesiono 29 września 1954 roku wraz z reformą wprowadzającą gromady w miejsce gmin. Jednostki nie przywrócono 1 stycznia 1973 roku po reaktywowaniu gmin, utworzono natomiast jej terytorialny odpowiednik, gminę Ciechanów.